# Salihli (district)
Salihli is een Turks district in de provincie Manisa en telt 155.016 inwoners (2007). Het district heeft een oppervlakte van 1.272,90 km². Hoofdplaats is Salihli.
De bevolkingsontwikkeling van het district is weergegeven in onderstaande tabel.
| 1997    | 2000    | 2007    |
| ------- | ------- | ------- |
| 143.983 | 149.151 | 155.016 |